# いちばんくわしい日本妖怪図鑑
『いちばんくわしい日本妖怪図鑑』（いちばんくわしい にほんようかいずかん）は、1972年に立風書房〈ジャガーバックス〉から刊行された妖怪図鑑。著者は作家の佐藤有文。2016年8月に復刊ドットコムからジャガーバックス復刻シリーズの第4弾として復刻発売された。

## 概要
日本に伝わる妖怪を、「動物の妖怪」「人間の妖怪」「人獣の妖怪」「百鬼妖魔」と大きく4つの章に分類して紹介。「妖怪出現の記録」として年表形式、「日本の妖怪地図」として地図形式で構成された章も配置されている。
本文には室町時代や江戸時代をはじめとした妖怪を描いた絵画作品が豊富に図版として掲載されている他、石原豪人・木俣清史・河内功・直野祥子らによる挿絵、大映の映画作品『妖怪百物語』・『妖怪大戦争』に登場した妖怪のスチール写真も用いられている。
『ゲゲゲの鬼太郎』や『妖怪大戦争』など、1960年代後半に漫画雑誌や映画を中心にかたちづくられた妖怪ブームの際に書かれた記事や、1972年当時までに刊行されていた妖怪に関する各種文献における記述をもとに本文は制作されており、資料協力者には同様に妖怪の画報記事などを漫画雑誌に連載していた漫画家の水木しげるや、SF作家の斎藤守弘らも名を連ねている。
子供向けの妖怪図鑑としてはベストセラーとなり、数十回にわたって重版されつづけた。民間伝承中の妖怪などをとりあつかう学問（民俗学）資料的な価値は決して高いものとはいえないが、本書刊行時期までの10年近くにわたって（1960年代から1970年代にかけて）漫画雑誌などに発表された膨大な量の妖怪を図鑑としてまとめた佐藤の力量は、後年に京極夏彦などからも評価されている。いっぽうで、後述する特徴から「伝承をないがしろにしている」という視点で、2000年代以後は民間伝承や古典資料を題材とした形態の妖怪図鑑と比較をされ、書籍やインターネット上では、しばしば非難されてもいる。

## 指摘されている特徴
妖怪の解説文に、民間伝承や当時の文献上に伝承の確認されていない特徴を付記したものが数多く見られる（本書以前の漫画雑誌や文献の情報も含まれるが、一般的に佐藤による創作であるといわれている）。「大どくろ」「一角人」「二面女」「びろ～ん」「首かじり」など民間伝承に存在しない創作物上のものであると考えられる妖怪も数多く掲載されている。「一角人」や「二面女」は『妖怪大戦争』など1960年代の映画に登場しているものであり掲載図版も同名の妖怪が撮影されている映画スチールが使われている。いっぽう「大どくろ」や「首かじり」など妖怪の解説文にあわせて実際には無関係な絵画の図版が掲載されており、情報関係が乖離している例も見られる。しかし、これらの特徴は水木しげる・斎藤守弘などを含めた当時の妖怪図鑑の構成や特徴としては一般的なものであり、本書だけに見られる特徴であるとも言えない点に注意が必要である。
「ぬりぼとけ」の別名であるとして「びろ～ん」（びろーん）という名称は使われており、ぶよぶよした体で人の顔や首を撫で、塩をかけると消え去ると佐藤は解説している。佐藤は後年おこなわれたインタビューにおいて「びろ～ん」という名称は「江戸か平安の絵巻に書いてあった」と述べているが、事実確認が可能な資料は発見されておらず、この名称は京極夏彦などにより佐藤の創作であると指摘されている。

## 備考
- 妖怪チャンピオンというタイトルで日本でよく知られている妖怪たちを冒頭で紹介している。その内容は河童、鬼、天狗、幽霊、風神・雷神である[11]。
- 1970年代を舞台としたさくらももこの漫画『ちびまる子ちゃん』でも本書が題材とみられる妖怪が作中のおばけ屋敷に登場しており、くびれ鬼などが登場している。（ 「まるちゃんおばけ屋敷に行く」の巻[12]）